# Michail Nikiforowitsch Katkow
Michael Nikiforowitsch Katkow (russisch Михаил Никифорович Катков; * 13. Februar 1818 in Moskau; † 1. August 1887 in Snamenskoje bei Moskau) war ein russischer Publizist.

Michail Nikiforowitsch Katkow

## Leben
Er studierte in Königsberg und Berlin und wurde Professor der Philosophie in Moskau. Infolge der Beschränkung der Lehrfreiheit gab er 1849 sein Amt auf.
1856 gründete er eine Buchdruckerei und gab die Monatsschrift Russki Westnik (Russischer Bote) heraus. 1861 konnte er auch die der Universität Moskau gehörenden Moskowskije Wedomosti (Moskauer Nachrichten) gegen jährlich 60.000 Rubel pachten. 1866 gründete er mit seinem Mitredakteur, dem Philologieprofessor Pawel Leontjew († 1875) das Lyceum des Zarewitsch Nikolaus in Moskau.
Bis zum polnischen Januaraufstand 1863 war er ein Freund des englischen Selfgovernments und andrer Reformen. Seither aber forderte die Moskauer Zeitung entsprechend der nationalen, panrussistischen Strömung eine gewaltsame Russifizierung Polens, Litauens und der Ostseeprovinzen und vertrat eine reaktionäre und slawophile Richtung. Besonders leidenschaftlich trat Katkow gegen das Deutschtum auf.
1866 wurden die Moskauer Nachrichten wegen ihrer Ausfälle gegen Minister Pjotr Alexandrowitsch Walujew scharf gerügt; Katkow indes bald wieder amnestiert.
Nach der Thronbesteigung des Kaisers Alexander III. im Jahr 1881 verhinderte Katkow die von Alexander II. beabsichtigte Einsetzung eines Ausschusses der Provinzial-Landschaftsversammlungen und bewog den Zaren zur Befolgung eines streng nationalen, reaktionär-absolutistischen Systems. In der äußeren Politik verfolgte er deutschfeindliche, panslawistische Ziele.
Wie sein Konkurrent Clemens Friedrich Meyer (Friedrich Meyer von Waldeck) urteilte, mangelte es ihm an „Ehrlichkeit der Gesinnung und Rechtschaffenheit im Kampfe“.